# Nair Almeida
Nair Almeida (ur. 23 stycznia 1984 roku w Catumbelii) – angolska piłkarka ręczna. Swoją karierę rozpoczynała w zespole Escola de Andebol. Brała udział w Letnich Igrzyskach Olimpijskich w 2004, 2008, 2012 roku. Grała również podczas mistrzostw świata w 2005 roku, podczas mistrzostw świata w 2007 roku jej reprezentacja zajęła 7. miejsce a Nair strzeliła 57 bramek uzyskując 6. miejsce na liście najlepszych strzelców.